# Anton Jirowsky (Instrumentenbauer, 1877)
Anton Jirowsky (* 5. August 1877 in Wien; † 1941) war ein österreichischer Musikinstrumentenbauer.

## Leben und Wirken
Er lernte das Handwerk bei Carl Zach von 1889 bis 1894. Danach arbeitete er bei Ignaz Lutz. Als Geselle war er bei Carl Haudek von 1898 bis 1903 tätig; anschließend machte er sich 1902 selbständig. Seine Werkstätte befand sich in der Lothringerstraße 16 im 3. Wiener Bezirk. Seine Streichinstrumente baute er vorwiegend nach Stradivari-Modellen mit guter Holzqualität. Er fertigte auch zahlreiche Gitarren sowie auch Lauten und andere Zupfinstrumente, konzentrierte sich ab 1924 darauf und spezialisierte sich insbesondere auf die Reparatur von Instrumenten. Weiters gewann er bei vielen Ausstellungen mehrere Medaillen und Diplome. Er wurde zu einem führenden Mitglied der Wiener Gilde. Als Vorsteher der Genossenschaft der Geigenbauer musste er jedoch 1929 zurücktreten, da er einen Prozess wegen unlauteren Wettbewerbs verloren hatte. Er baute ca. 300 Violinen, 20 Violen und 10 Celli.
Anton Jirowsky hatte einen Sohn (1904–1951) und einen Enkelsohn (1937–2000) gleichen Namens, die ebenfalls als Instrumentenbauer in derselben Werkstatt tätig waren.
Laut Josef Zuths Handbuch der Laute und Gitarre benutzte Jirowsky zunächst beim Bau seiner Geigen Modelle und Zeichnungen von Thomas Zach, bei dem er dieser Quelle nach auch gelernt hatte; für seine Gitarren, die er ab 1924 herstellte, sollen Alt-Wiener und spanische Instrumente als Vorbilder gedient haben. Zum Teil sind seine Gitarren, so Zuth, ähnlich wie Geigen gearbeitet und besitzen eine gewölbte Decke, f-Löcher, Längenbassbalken, Stimmstock, einen freistehenden Steg und Saitenhalter am Zargen-Knöpfchen. Sein Sohn Anton Jirowsky II, der am 29. September 1904 geboren wurde, trat 1921 als Lehrling in die Werkstatt des Vaters ein und baute unter anderem Gitarren nach spanischen Vorbildern. Er starb 1951. Sein Sohn Anton Jirowsky III (1937–2000) führte die Werkstatt weiter.